# Нойхаус-ам-Клаузенбах
Нойхаус-ам-Клаузенбах (нем. Neuhaus am Klausenbach) — община в Австрии, в федеральной земле Бургенланд. 
Входит в состав округа Еннерсдорф. Население составляет 950 человек (на 2016 года). Занимает площадь 19,98 км². Идентификационный код  —  105 07.

## Политическая ситуация
Бургомистр общины — Хельмут Зампт (АНП) по результатам выборов 2007 года.
Совет представителей общины (нем. Gemeinderat) состоит из 15 мест.
Распределение мест:
- АНП занимает 9 мест;
- СДПА занимает 3 места;
- Партия BLN занимает 2 места;
- Партия FPÖ занимает 1 мест.